# جولوتاهوارکو
جولوتاهوارکو (به اسپانیایی: Jullutahuarco) یک کوه در پرو است که در Peru, Lima Region واقع شده‌است. جولوتاهوارکو ۵٬۴۰۰ متر بالاتر از سطح دریا واقع شده‌است.